# Lista över bidrag till Oscarsgalan 2019 för bästa icke-engelskspråkiga film

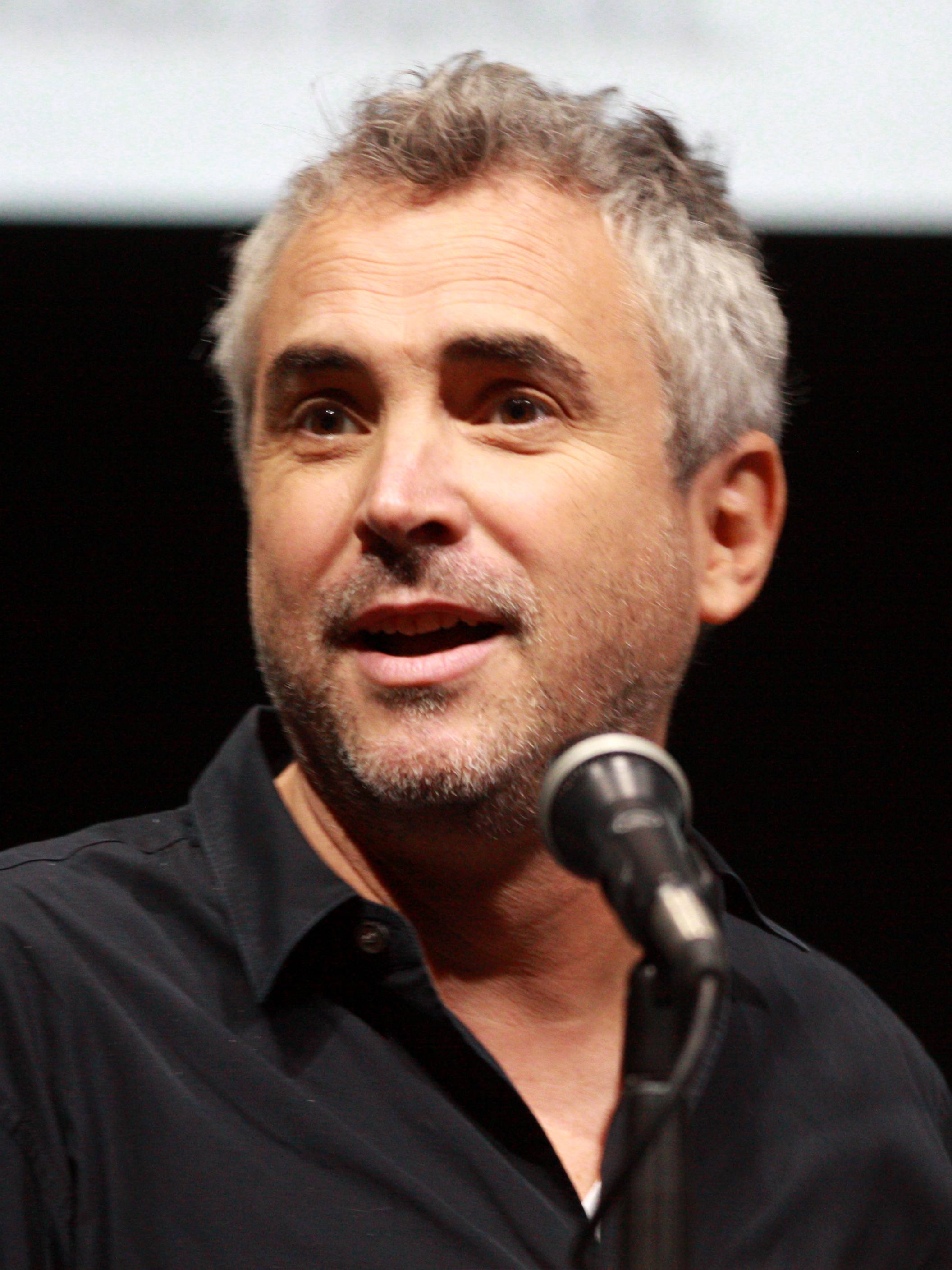
Alfonso Cuarón, regissör till den vinnande filmen Roma från Mexiko.

Detta är en lista över bidrag till Oscarsgalan 2019 för bästa icke-engelskspråkiga film. De inskickade filmerna måste först ha visats på biografer i sina respektive länder mellan 1 oktober 2017 och 30 september 2018. Sista dagen för ett land att skicka in sitt bidrag var den 1 oktober 2018. Nio finalister av de inskickade bidragen utsågs 17 december 2018. De fem nominerade länderna tillkännagavs den 22 januari 2019. Segraren blev till slut Roma från Mexiko som regisserades av Alfonso Cuarón.

## Bidrag
Den officiella listan över de inskickade bidragen tillkännagavs den 8 oktober 2018. Totalt 89 länder skickade in ett bidrag till Oscarsgalan. Malawi och Niger skickade in ett bidrag för första gången detta år. Kirgizistan och Kuba som hade skickat in sina bidrag kom inte med på listan. 
| Land                    | Filmtitel                                            | Originaltitel                                            | Språk                                                 | Regissör                              | Resultat               |
| ----------------------- | ---------------------------------------------------- | -------------------------------------------------------- | ----------------------------------------------------- | ------------------------------------- | ---------------------- |
| Afghanistan             | Rona, Azim's Mother                                  | رونا مادر عظیم (Rona, Madar-e Azim)                      | Persiska, Dari                                        | Jamshid Mahmoudi                      | Inte nominerad         |
| Algeriet                | Until the End of Time                                | إلى آخر الزمان (Ila akher ezaman)                        | Arabiska                                              | Yasmine Chouikh                       | Inte nominerad         |
| Argentina               | El Ángel                                             | El ángel                                                 | Spanska                                               | Luis Ortega                           | Inte nominerad         |
| Armenien                | Spitak                                               | Սպիտակ (Spitak)                                          | Armeniska, Ryska, Franska                             | Aleksandr Kott                        | Inte nominerad         |
| Australien              | Jirga                                                | Jirga                                                    | Pashto, Engelska                                      | Benjamin Gilmour                      | Inte nominerad         |
| Bangladesh              | No Bed of Roses                                      | ডুব (Doob)                                                | Bengali, Engelska                                     | Mostofa Sarwar Farooki                | Inte nominerad         |
| Belgien                 | Girl                                                 | Girl                                                     | Nederländska, Franska                                 | Lukas Dhont                           | Inte nominerad         |
| Bolivia                 | The Goalkeeper                                       | Muralla                                                  | Spanska                                               | Rodrigo Patino                        | Inte nominerad         |
| Bosnien och Hercegovina | Never Leave Me                                       | Ne ostavljaj me                                          | Arabiska, Turkiska                                    | Aida Begic                            | Inte nominerad         |
| Brasilien               | The Great Mystical Circus                            | O Grande Circo Místico                                   | Portugisiska                                          | Carlos Diegues                        | Inte nominerad         |
| Bulgarien               | Omnipresent                                          | Вездесъщият (Vezdesŭshtiyat)                             | Bulgariska                                            | Ilian Djevelekov                      | Inte nominerad         |
| Chile                   | And Suddenly the Dawn                                | Y de pronto el amanecer                                  | Spanska                                               | Silvio Caiozzi                        | Inte nominerad         |
| Colombia                | Birds of Passage                                     | Pájaros de verano                                        | Wayuu, Spanska, Engelska, Damana                      | Cristina Gallego & Ciro Guerra        | Nådde sista gallringen |
| Costa Rica              | Medea                                                | Medea                                                    | Spanska                                               | Alexandra Latishev Salazar            | Inte nominerad         |
| Danmark                 | Den skyldige                                         | Den skyldige                                             | Danska                                                | Gustav Möller                         | Nådde sista gallringen |
| Dominikanska republiken | Cocote                                               | Cocote                                                   | Spanska                                               | Nelson Carlo de Los Santos Arias      | Inte nominerad         |
| Ecuador                 | A Son of Man                                         | A Son of Man                                             | Spanska, Engelska, Tyska, Quechua                     | Jamaicanoproblem                      | Inte nominerad         |
| Egypten                 | Yomeddine                                            | يوم الدين                                                | Arabiska                                              | Abu Bakr Shawky                       | Inte nominerad         |
| Estland                 | Take It or Leave It                                  | Võta või jäta                                            | Estniska                                              | Liina Trishkina                       | Inte nominerad         |
| Filippinerna            | Signal Rock                                          | Signal Rock                                              | Filipino                                              | Chito S. Roño                         | Inte nominerad         |
| Finland                 | Euthanizer                                           | Armomurhaaja                                             | Finska                                                | Teemu Nikki                           | Inte nominerad         |
| Frankrike               | Smärtan                                              | La douleur                                               | Franska                                               | Emmanuel Finkiel                      | Inte nominerad         |
| Georgien                | Namme                                                | ნამე (Namme)                                             | Georgiska                                             | Zaza Khalvashi                        | Inte nominerad         |
| Grekland                | Polyxeni                                             | Πολυξένη                                                 | Grekiska, Turkiska                                    | Dora Masklavanou                      | Inte nominerad         |
| Hongkong                | Operation Red Sea                                    | 红海行动 (Hong hai xing dong)                            | Mandarin                                              | Dante Lam                             | Inte nominerad         |
| Indien                  | Village Rockstars                                    | Village Rockstars                                        | Assamesiska                                           | Rima Das                              | Inte nominerad         |
| Indonesien              | Marlina the Murderer in Four Acts                    | Marlina Si Pembunuh dalam Empat Babak                    | Indonesiska                                           | Mouly Surya                           | Inte nominerad         |
| Irak                    | The Journey                                          | الرحلة                                                   | Arabiska                                              | Mohamed Al Daradji                    | Inte nominerad         |
| Iran                    | No Date, No Signature                                | بدون تاریخ، بدون امضا                                    | Persiska                                              | Vahid Jalilvand                       | Inte nominerad         |
| Island                  | Woman at War                                         | Kona fer í stríð                                         | Isländska, Spanska, Engelska, Ukrainska               | Benedikt Erlingsson                   | Inte nominerad         |
| Israel                  | The Cakemaker                                        | האופה-מברלין                                             | Hebreiska, Tyska, Engelska                            | Ofir Raul Graizer                     | Inte nominerad         |
| Italien                 | Dogman                                               | Dogman                                                   | Italienska                                            | Matteo Garrone                        | Inte nominerad         |
| Japan                   | Shoplifters                                          | 万引き家族 (Manbiki Kazoku)                              | Japanska                                              | Hirokazu Kore-eda                     | Nominerad              |
| Jemen                   | 10 Days Before the Wedding                           | 10 أيام قبل الزفة                                        | Arabiska                                              | Amr Gamal                             | Inte nominerad         |
| Kambodja                | Graves Without a Name                                | ផ្នូរគ្មានឈ្មោះ (Les tombeaux sans noms)                        | Franska, Khmer                                        | Rithy Panh                            | Inte nominerad         |
| Kanada                  | Family First                                         | Chien de garde                                           | Franska                                               | Sophie Dupuis                         | Inte nominerad         |
| Kazakstan               | Ayka                                                 | Айка                                                     | Ryska                                                 | Sergei Dvortsevoy                     | Nådde sista gallringen |
| Kenya                   | Supa Modo                                            | Supa Modo                                                | Swahili                                               | Likarion Wainaina                     | Inte nominerad         |
| Kina                    | Hidden Man                                           | 邪不压正 (Xie bu ya zheng)                               | Mandarin                                              | Jiang Wen                             | Inte nominerad         |
| Kirgizistan             | Night Accident                                       | Ночная авария (Tunku Kyrsyk)                             | Kirgiziska                                            | Temirbek Birnazarov                   | Utesluten              |
| Kosovo                  | The Marriage                                         | Martesa                                                  | Albanska                                              | Blerta Zeqiri                         | Inte nominerad         |
| Kroatien                | The Eighth Commissioner                              | Osmi povjerenik                                          | Kroatiska                                             | Ivan Salaj                            | Inte nominerad         |
| Kuba                    | Sergio and Sergei                                    | Sergio & Sergei                                          | Spanska, Engelska, Ryska                              | Ernesto Daranas                       | Utesluten              |
| Lettland                | To Be Continued                                      | Turpinājums                                              | Lettiska                                              | Ivars Seleckis                        | Inte nominerad         |
| Libanon                 | Kapernaum                                            | کفرناحوم (Capharnaüm)                                    | Arabiska                                              | Nadine Labaki                         | Nominerad              |
| Litauen                 | Wonderful Losers: A Different World                  | Nuostabieji Luzeriai. Kita planeta                       | Italienska, Engelska, Nederländska                    | Arunas Matelis                        | Inte nominerad         |
| Luxemburg               | Gutland                                              | Gutland                                                  | Luxemburgiska, Tyska                                  | Govinda Van Maele                     | Inte nominerad         |
| Nordmakedonien          | Secret Ingredient                                    | Исцелител (Iscelitel)                                    | Makedonska                                            | Gjorce Stavreski                      | Inte nominerad         |
| Malawi                  | The Road to Sunrise                                  | The Road to Sunrise                                      | Chichewa, Engelska                                    | Shemu Joyah                           | Inte nominerad         |
| Marocko                 | Burnout                                              | بورن أوت                                                 | Arabiska, Franska                                     | Nour Eddine Lakhmari                  | Inte nominerad         |
| Mexiko                  | Roma                                                 | Roma                                                     | Spanska, Mixtec                                       | Alfonso Cuarón                        | Vann Oscar             |
| Montenegro              | Iskra                                                | Iskra                                                    | Serbiska                                              | Gojko Berkuljan                       | Inte nominerad         |
| Nederländerna           | The Resistance Banker                                | Bankier van het Verzet                                   | Nederländska                                          | Joram Lürsen                          | Inte nominerad         |
| Nepal                   | Panchayat                                            | पंचायत                                                     | Nepali                                                | Shivam Adhikari                       | Inte nominerad         |
| Niger                   | The Wedding Ring                                     | Zin'naariya!                                             | Zarma, Hausa, Fula                                    | Rahmatou Keïta                        | Inte nominerad         |
| Norge                   | Vad ska folk säga?                                   | Hva vil folk si                                          | Norska, Urdu                                          | Iram Haq                              | Inte nominerad         |
| Nya Zeeland             | Yellow Is Forbidden                                  | Yellow Is Forbidden                                      | Kinesiska                                             | Pietra Brettkelly                     | Inte nominerad         |
| Pakistan                | Cake                                                 | کیک                                                      | Urdu                                                  | Asim Abbasi                           | Inte nominerad         |
| Palestina               | Ghost Hunting                                        | إصطياد اشباح (Istiyad ashbah)                            | Arabiska, Engelska                                    | Raed Andoni                           | Inte nominerad         |
| Panama                  | Ruben Blades Is Not My Name                          | Yo No Me Llamo Rubén Blades                              | Spanska, Engelska                                     | Abner Benaim                          | Inte nominerad         |
| Paraguay                | Chelas arv                                           | Las herederas                                            | Spanska                                               | Marcelo Martinessi                    | Inte nominerad         |
| Peru                    | Eternity                                             | Wiñaypacha                                               | Aymara                                                | Óscar Catacora                        | Inte nominerad         |
| Polen                   | Cold War                                             | Zimna wojna                                              | Polska                                                | Paweł Pawlikowski                     | Nominerad              |
| Portugal                | Pilgrimage                                           | Peregrinação                                             | Portugisiska, Japanska, Kinesiska, Latin, Indonesiska | João Botelho                          | Inte nominerad         |
| Rumänien                | I Do Not Care If We Go Down in History as Barbarians | Îmi este indiferent dacă în istorie vom intra ca barbari | Rumänska                                              | Radu Jude                             | Inte nominerad         |
| Ryssland                | Sobibor                                              | Собибор                                                  | Ryska, Tyska, Polska, Jiddisch                        | Konstantin Khabensky                  | Inte nominerad         |
| Schweiz                 | Eldorado                                             | Eldorado                                                 | Tyska                                                 | Markus Imhoof                         | Inte nominerad         |
| Serbien                 | Offenders                                            | Izgrednici                                               | Serbiska                                              | Dejan Zecevic                         | Inte nominerad         |
| Singapore               | Buffalo Boys                                         | Buffalo Boys                                             | Indonesiska, Engelska                                 | Mike Wiluan                           | Inte nominerad         |
| Slovakien               | The Interpreter                                      | Tlmočník                                                 | Tyska, Slovakiska, Ryska                              | Martin Sulík                          | Inte nominerad         |
| Slovenien               | Ivan                                                 | Ivan                                                     | Slovenska, Italienska                                 | Janez Burger                          | Inte nominerad         |
| Spanien                 | Champions                                            | Campeones                                                | Spanska                                               | Javier Fesser                         | Inte nominerad         |
| Storbritannien          | I Am Not a Witch                                     | I Am Not a Witch                                         | Engelska, Bemba                                       | Rungano Nyoni                         | Inte nominerad         |
| Sverige                 | Gräns                                                | Gräns                                                    | Svenska                                               | Ali Abbasi                            | Inte nominerad         |
| Sydafrika               | Sew the Winter to My Skin                            | Sew the Winter to My Skin                                | Afrikaans, Xhosa, Engelska                            | Jahmil X.T. Qubeka                    | Inte nominerad         |
| Sydkorea                | Bränd                                                | 버닝 (Beoning)                                           | Koreanska                                             | Lee Chang-dong                        | Nådde sista gallringen |
| Taiwan                  | The Great Buddha +                                   | 大佛普拉斯 (Dà fó pǔ lā sī)                              | Taiwanesiska, Mandarin, Engelska                      | Hsin-yao Huang                        | Inte nominerad         |
| Thailand                | Malila: The Farewell Flower                          | มะลิลา (Malila)                                           | Thai                                                  | Anucha Boonyawatana                   | Inte nominerad         |
| Tjeckien                | Winter Flies                                         | Všechno bude                                             | Tjeckiska                                             | Olmo Omerzu                           | Inte nominerad         |
| Tunisien                | Skönheten och odjuren                                | على كف عفريت (Aala Kaf Ifrit)                            | Arabiska                                              | Kaouther Ben Hania                    | Inte nominerad         |
| Turkiet                 | Det vildväxande päronträdet                          | Ahlat Ağacı                                              | Turkiska                                              | Nuri Bilge Ceylan                     | Inte nominerad         |
| Tyskland                | Never Look Away                                      | Werk ohne Autor                                          | Tyska                                                 | Florian Henckel von Donnersmarck      | Nominerad              |
| Ukraina                 | Donbass                                              | Донбас                                                   | Ryska, Ukrainska                                      | Sergei Loznitsa                       | Inte nominerad         |
| Ungern                  | Sunset                                               | Napszállta                                               | Ungerska, Tyska                                       | László Nemes                          | Inte nominerad         |
| Uruguay                 | A Twelve-Year Night                                  | La noche de 12 años                                      | Spanska                                               | Álvaro Brechner                       | Inte nominerad         |
| Venezuela               | The Family                                           | La familia                                               | Spanska                                               | Gustavo Rondón Córdova                | Inte nominerad         |
| Vietnam                 | The Tailor                                           | Cô Ba Sài Gòn                                            | Vietnamesiska                                         | Trần Bửu Lộc & Nguyễn Lê Phương Khanh | Inte nominerad         |
| Vitryssland             | Crystal Swan                                         | Хрусталь                                                 | Ryska, Engelska                                       | Darya Zhuk                            | Inte nominerad         |
| Österrike               | The Waldheim Waltz                                   | Waldheims Walzer                                         | Tyska, Engelska, Franska                              | Ruth Beckermann                       | Inte nominerad         |